# 金炳华 (政治人物)
金炳华（1943年—），浙江绍兴人，中华人民共和国政治人物，中国作家协会原党组书记、副主席、书记处书记，中共十四、十五、十六、十七大代表。